# Biathlon alla XXVII Universiade invernale
Le gare di biathlon della XXVII Universiade invernale si sono svolte dal 25 al 31 gennaio 2015, a Osrblie, in Slovacchia. In programma nove eventi.

## Podi

### Uomini
| Evento               | Oro                 | Tempo   | Argento         | Tempo   | Bronzo          | Tempo   |
| 20 km individuale    | Dmytro Rusinov      | 49:52,8 | Vadim Filimonov | 50:15,4 | Jurij Šopin     | 51:18,0 |
| 10 km sprint         | Jaroslav Ivanov     | 23:17,3 | Maksim Burtasov | 23:30,7 | Jurij Šopin     | 23:32,2 |
| 12,5 km inseguimento | Jurij Šopin         | 30:25,5 | Jaroslav Ivanov | 30:27,0 | Maksim Burtasov | 31:08,1 |
| 15 km in linea       | Vitalij Kil'čyc'kyj | 43:17,1 | Dmytro Rusinov  | 43:28,1 | Jurij Šopin     | 43:46,6 |

### Donne
| Evento             | Oro              | Tempo   | Argento              | Tempo   | Bronzo            | Tempo   |
| 15 km individuale  | Alina Rajkova    | 47:29,4 | Ekaterina Avvakumova | 47:38,4 | Paulína Fialková  | 48:11,1 |
| 7,5 km sprint      | Paulína Fialková | 20:20,8 | Evgenija Pavlova     | 20:50,3 | Jitka Landová     | 20:55,7 |
| 10 km inseguimento | Evgenija Pavlova | 30:45,1 | Paulína Fialková     | 31:23,3 | Kristina Smirnova | 32:30,9 |
| 12,5 km in linea   | Jitka Landová    | 40:00,5 | Eva Puskarčíková     | 40:55,7 | Jana Bondar       | 41:06,0 |

### Misti
| Evento                   | Oro                                                                   | Tempo     | Argento                                                                      | Tempo     | Bronzo                                                             | Tempo     |
| Staffetta 2x6 + 2x7,5 km | Russia Kristina Smirnova Evgenija Pavlova Vadim Filimonov Jurij Šopin | 1:36:38,4 | Kazakistan Galina Višnevskaja Anna Kistanova Maksim Braun Vasilij Podkorytov | 1:37:11,6 | Ucraina Julija Bryhynec Jana Bondar Ruslan Tkalenko Dmytro Rusinov | 1:37:27,6 |

## Medagliere
| Pos.   | Paese      | Oro | Argento | Bronzo | Totale |
| ------ | ---------- | --- | ------- | ------ | ------ |
| 1      | Russia     | 4   | 5       | 5      | 14     |
| 2      | Ucraina    | 2   | 1       | 2      | 5      |
| 3      | Rep. Ceca  | 1   | 1       | 1      | 3      |
| 3      | Slovacchia | 1   | 1       | 1      | 3      |
| 5      | Kazakistan | 1   | 1       | 0      | 2      |
| Totale | Totale     | 9   | 9       | 9      | 27     |